# FC Viikingit Helsinki
FC Viikingit Helsinki is een Finse voetbalclub.
In 2006 werd Viikingit kampioen van de Ykkönen. Daardoor promoveerde de club naar de Veikkausliiga, het hoogste niveau voor voetbalclubs uit Finland. In 2007 volgde, na play-offwedstrijden tegen RoPS Rovaniemi (0-1, 1-1), meteen een degradatie. Na de tweede plaats in 2008 in de Ykkönen, speelde Viikingit andermaal de play-off, nu tegen KuPS Kuopio en weer werd deze verloren (1-2, 0-0).

## Competitie resultaten
| 2005 | Ykkönen       | 6e plaats  | handhaving                          |
| 2006 | Ykkönen       | kampioen   | promotie naar de Veikkausliiga      |
| 2007 | Veikkausliiga | 13e plaats | degradatie naar de Ykkönen          |
| 2008 | Ykkönen       | 2e plaats  | geen promotie naar de Veikkausliiga |
| 2009 | Ykkönen       | 3e plaats  | handhaving                          |

## Erelijst
- Ykkönen

2006